# Лопотко, Игнатий Анатольевич
Игнатий Анатольевич Лопотко (бел. Ігнацій Анатольевіч Лапотка; 1899, Минская губерния — 1968) — советский отоларинголог, профессор, директор Ленинградского научно-практического института по болезням уха, горла, носа и речи.

## Биография
Родился 27 июня 1899 года в селе Холопеничи Минской губернии в семье обедневшей белорусско-польско-литовской дворянской семьи и до 1918 года носил фамилию отца — Поклевский-Козел. После смерти отца, мать, оставшаяся с пятью детьми, вышла замуж за сельского учителя Лопотко, фамилию которого и взял Игнатий Анатольевич, когда с золотой медалью окончил Вяземскую гимназию. В это время он вступил в РКП(б). 
Участвовал в Гражданской войне и затем поступил на медицинский факультет только что открытого Белорусского университета в Минске. После окончания университета в 1926 году, был оставлен на кафедре хирургии — стал первым аспирантом медицинского факультета. Защитил диссертацию в Белорусском медицинском институте. До 1937 года работал на университетской кафедре ЛОР-болезней — ординатором, затем ассистентом, старшим ассистентом, а затем — доцентом и заведующим кафедрой (с 1932).
С 1937 года — директор Ленинградского научно-практического института по болезням уха, горла, носа и речи (ЛОР НИИ). В 1940 году защитил докторскую диссертацию «Биологическое действие рентгеновских лучей на орган слуха» и получил звание профессора. Директорство И. А. Лопотко было ознаменовано открытием специальных отделений для лечения сурдобольных и больных с патологией речи. Работал в блокадном Ленинграде; с первых дней войны институт превратился в госпиталь, в 1942 году в клинике института было развёрнуто 170 коек для гражданских больных, 20 оперативных коек для раненых военных.
Награждён орденами Трудового Красного Знамени, Почёта, Красной Звезды, медалями, значком «Отличнику здравоохранения».

## Семья
Жена — Любовь Марковна, урождённая Лившиц. Была расстреляна в Минске во время войны. Их сына Анатолия спасли русские женщины Евгения Венедиктовна и Мария Антоновна Серпейко: 

До войны в доме № 8, где жили Евгения Венедиктовна и Мария Антоновна Серпейко, квартировала семья врачей. Он — русский, жена — еврейка, работала в 3-й больнице. Отец, профессор медицины, еще до 22 июня уехал в Ленинград, а мать Люба с сыном Толиком остались. Когда в город пришли немцы и всех евреев стали сгонять в гетто, Люба собиралась уйти к партизанам. Ей дали задание собрать медикаменты для партизанского отряда, но уйти она так и не успела. Её расстреляли прямо во дворе 3-й больницы. А Толик остался у Марии Антоновны. Всю войну мальчика прятали в доме, он был очень похож на мать. Возле печки стояло ведро с дёгтем, и когда видели, что к дому идут немцы, Толик быстро вымазывал руки и лицо дёгтем и забирался на печку. Немцы спрашивали: «Кто там?» Им отвечали: «Мальчик болен — чесотка». «Фуй-фуй», — и немцы быстро уходили из хаты, боясь подцепить заразу. Так всю войну Толик Лапотко и прожил у Марии Антоновны. Несмотря на указ о выдаче евреев, никто с улицы не выдал ребенка, хотя все знали, какой он национальности.
— Дети и война
Анатолий Игнатьевич Лопотко (1935—2008), как и отец стал врачом-отоларингологом — профессор, заведующий лабораторией слуха и речи НИЦ СПбГМУ И. П. Павлова; в 1995 году был награждён памятной медалью «Человек года» Американского биографического института.